# Delorazepam
Delorazepam, também conhecido como clordesmetildiazepam e nordiclazepam, é um medicamento da classe dos benzodiazepínicos e um derivado do desmetildiazepam. É comercializado na Itália, onde está disponível sob os nomes comerciais EN e Dadumir  Delorazepam (clordesmetildiazepam) também é um metabólito ativo dos medicamentos benzodiazepínicos diclazepam e cloxazolam. Os efeitos adversos podem incluir efeitos do tipo ressaca, sonolência, mudanças comportamentais e comprometimentos de memória de curto prazo. De modo similar a outros benzodiazepínicos, o delorazepam tem propriedades ansiolíticas, relaxantes musculo-esqueléticas, hipnóticas e anticonvulsivantes.

## Indicações
Delorazepam é usado principalmente como ansiolítico devido à sua longa meia-vida biológica; mostrando superioridade sobre o medicamento de curta ação lorazepam. Em comparação com os medicamentos antidepressivos, paroxetina e imipramina, o delorazepam foi considerado mais eficaz a curto prazo, mas após 4 semanas os antidepressivos mostraram efeitos ansiolíticos superiores.
Delorazepam também é usado como pré-medicação para pacientes com odontofobia, por conta de suas propriedades ansiolíticas. Altas doses de delorazepam podem ser administradas na noite anterior a um procedimento odontológico (ou outro médico) para aliviar a insônia associada à ansiedade, com os efeitos persistindo por tempo suficiente para tratar a ansiedade no dia seguinte. 
Delorazepam também demonstrou eficácia no tratamento da abstinência de álcool.

### Disponibilidade
Delorazepam está disponível em comprimidos e formulações de gotas líquidas. A formulação líquida é absorvida mais rapidamente e tem biodisponibilidade melhorada.

## Farmacologia
Delorazepam é bem absorvido após a administração, atingindo níveis plasmáticos máximos entre 1 a 2 horas. Tem uma meia-vida biológica muito longa e ainda pode ser detectado em até 72 horas após a administração. A biodisponibilidade é de cerca de 77%. Os níveis plasmáticos máximos ocorrem pouco mais de uma hora após a administração. No uso crônico, ocorre acúmulo significativo das concentrações plasmáticas de delorazepam devido ao seu metabolismo lento. Os idosos metabolizam delorazepam e seu metabólito ativo mais lentamente do que indivíduos mais jovens, de modo que a dose precisa ser ajustada. Os idosos também apresentam pior resposta em relação aos efeitos terapêuticos e maior índice de efeitos adversos. A meia-vida de eliminação do delorazepam é de 80-115 horas. O metabólito ativo do delorazepam é o lorazepam e representa cerca de 15 a 24 por cento do medicamento original (delorazepam). A farmacocinética do delorazepam é minimamente alterada se for ingerido com alimentos. A potência do delorazepam é aproximadamente igual à do lorazepam, sendo dez vezes mais potente em termos de dose-efeito do que o diazepam (1mg delorazepam = 1mg lorazepam = 10mg diazepam). As doses típicas variam de 0,5mg a 2mg.  

## Efeitos colaterais e contraindicações
Delorazepam hospeda todos os efeitos colaterais clássicos dos agonistas completos de GABAA (tal qual a maioria dos benzodiazepínicos). Estes incluem sedação/sonolência, tontura/ataxia, amnésia, redução da inibição, aumento da sociabilidade, euforia, julgamento prejudicado, alucinações e depressão respiratória. Reações paradoxais, incluindo aumento de ansiedade, excitação e agressão, podem ocorrer e são mais frequenteos em pacientes idosos, pediátricos e/ou esquizofrênicos. Em casos raros, delorazepam pode causar ideação suicida. 
Deve-se ter cuidado quando delorazepam é administrado junto com outros medicamentos sedativos (por exemplo, opiáceos, barbitúricos, fenotiazinas) devido ao risco aumentado de sedação, ataxia e depressão respiratória (potencialmente fatal). Embora overdoses de benzodiazepínicos isolados raramente resultem em morte, a combinação de benzodiazepínicos e outros sedativos (particularmente outras drogas gabaérgicas, como barbitúricos e álcool) aumentam a probabilidade de morte. 

## Cuidados especiais
Pessoas com insuficiência renal em hemodiálise apresentam uma taxa de eliminação lenta e um volume de distribuição reduzido do medicamento. A doença hepática tem um efeito profundo na taxa de eliminação do delorazepam, resultando na meia-vida quase dobrando para 395 horas, enquanto os pacientes saudáveis mostraram uma meia-vida de eliminação de, em média, 204 horas. Recomenda-se cautela ao usar delorazepam em pacientes com doença hepática.